# 贝尔托库尔莱泰讷
贝尔托库尔莱泰讷（法語：Berteaucourt-lès-Thennes，法語發音：[bɛʁtokuʁ lɛ tɛn]，意为“泰讷附近的贝尔托库尔”）是法国上法蘭西大區索姆省的一个市镇，属于蒙迪迪耶区。

## 地理
贝尔托库尔莱泰讷（49°48'48"N, 2°27'52"E）面积2.62 平方千米，位于法国上法蘭西大區索姆省，该省份为法国北部沿海省份，北起加来海峡省和北部省，西接滨海塞纳省和大西洋英吉利海峡，南至瓦兹省，东临埃纳省。
与贝尔托库尔莱泰讷接壤的市镇（或旧市镇、城区）包括：吕斯河畔多马尔、让泰勒、泰讷、泰济格利蒙。
贝尔托库尔莱泰讷的时区为UTC+01:00、UTC+02:00（夏令时）。

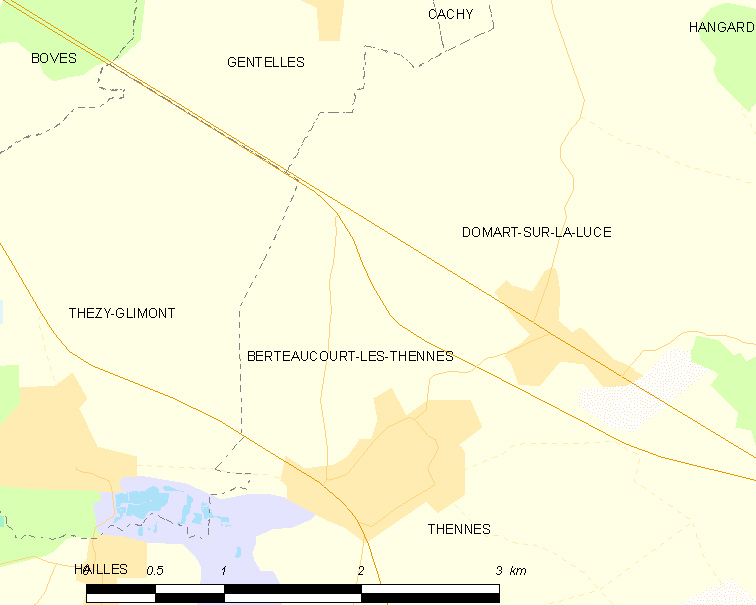
贝尔托库尔莱泰讷的OSM定位图

## 行政
贝尔托库尔莱泰讷的邮政编码为80110，INSEE市镇编码为80094。

## 政治
贝尔托库尔莱泰讷所属的省级选区为莫勒伊县。

## 人口

1962-2008年间贝尔托库尔莱泰讷人口变化图示

贝尔托库尔莱泰讷于2022年1月1日时的人口数量为497人。